# 五日市芽依
五日市 芽依（いつかいち めい、2000年9月18日 - ）は、日本のAV女優。BBT→Alp所属を経てライフプロモーション所属。

## 略歴
2023年7月4日、ムーディーズからAVデビュー。その後は企画単体女優として多くの作品に出演。
2024年4月度FANZA通販部門月間女優ランキングで2位にランクイン。
2024年5月度FANZA通販部門月間女優ランキングで5位にランクイン。
2024年7月より本中、ダスッ!、ワンズファクトリーのトリプル専属女優となる。
2024年9月度FANZAレンタルフロア月間女優ランキングで5位にランクイン。
所属事務所解散により、同年12月1日よりライフプロモーション所属となる。同年12月24日、光文社『FLASH』が独自集計した「FLASHセクシー女優ランキング2024」38位。
2025年7月21日週FANZA動画フロアランキングにて同年2月発売の『ギリギリおち○こかすめる鼠径部マッサージと五感を刺激する囁き誘惑Gcupセラピストの秘密の裏オプ中出し爆ヌキ20発メンズエステ』が8位ランクイン。
2025年7月度FANZAレンタルフロア月間AV女優ランキング9位ランクイン。

## 人物
- 趣味はアニメ、ソーシャルゲーム。特技は生け花[1]。担当プロデューサーには『男が1回は抱きたい体』と言われた[1]。
- 初体験は高校1年生。相手は初めての彼氏[8]。相手が超早漏だったことで痛みもなにもなかったという[8]。学生時代はフェラチオ経験がなく、淡白な性交しかしたことがない。相手が抜くことを目的にしていたこともあり、性交を楽しむといったこともなかった。デビュー後の撮影では「こんなにセックスって長い時間するものなの!?」と驚いた[8]。
- 理想の男性像は姫扱いしてくれる人で、行為でも技巧より「好き」「かわいい」を言ってくれる人を求めている[8]。
- 性癖は相手がしてほしいことを奉仕するタイプのMを自認[8]。
- 自他ともに認める無趣味[9]。一方、知人やマネージャーからは趣味を作らせようとテレビゲーム、ポーカーなど様々な誘いを受けているため、多方面に広く浅く知識はある[9]。また美容関係の予約、予定で埋めているため、休日を持て余しているというわけでもない[9]。

## 作品

### アダルトビデオ
- 新人 脱いだら凄いクビレGカップ！ むぎゅっ！と可愛いハーフ巨乳歯科助手AVDEBUT 五日市芽依（7月4日、ムーディーズ）
- 巨乳女教師の誘惑 五日市芽依（7月18日、OPPAI）
- 超美クビレ巨乳歯科助手さん 初めてのナマ中出し解禁 五日市芽依（7月25日、本中）
- 【独占】人妻秘書 舐めまくり奴●契約 五日市芽依（8月15日、溜池ゴロー）
- オヤジのハメ撮りドキュメント ねっとり濃厚に貪り尽くす体液ドロドロ汗だく性交 五日市芽依（8月15日、Fitch）
- 初めて出来た彼女を脱がしたら… 着衣から想像できない物凄いスリム美巨乳 大興奮の僕は性欲尽きるまでハメまくった 五日市芽依（8月15日、E-BODY）
- 「お前のバカ乳首ギュンギュンしてヤルよ！」甘サドJ系のチクパコ爆ヌキ学園 密着こねくりスパイダー騎乗位 五日市芽依（9月5日、ワンズファクトリー）
- 逆睡眠姦（女→男を●す）脳がバグるほど感じたい変態女が媚薬＆勃起薬漬けした男の快楽チ○ポでマーキング中出しSEX 五日市芽依（9月12日、ROOKIE）
- 頼まれたら断れない。問題だらけの住人をフワモチ巨乳で包む世話好きガチ勢Gカップ管理人さん 五日市芽依（9月26日、ダスッ！）
- 兄嫁とキスだけの関係…のはずが互いに我慢できずに唾液を濃厚に絡ませ、何度も何度も隠れて種付け性交を繰り返した。 五日市芽依（10月24日、ロイヤル）
- 僕のことが好きすぎる妹におっぱい丸出しメイド服で毎日、何度も中出しさせられた 五日市芽依（11月7日、BeFree）
- シェアハウス社員寮に男一人 下着姿で歩き回る同僚女子のぷるぷるデカ尻誘惑…尻に敷かれ擦られ挟まれハメまくるTバック痴女ハーレム逆4P 弥生みづき 五日市芽依 伊織ひなの（11月7日、kawaii）全3名
- 営業部3課限定！！新設されたソープ課・部長の芽依さんに癒されて…チ〇ポも営業成績も右肩上がり！！無制限射精コース 五日市芽依（11月14日、マドンナ）
- 【独占】妹には手を出さないで！ 絶望に堕ちた奉仕奴● 五日市芽依（12月5日、アタッカーズ）
- 【脳イキしてみる？】小悪魔淫語で脳と金玉がトロける最高のオナサポASMR 五日市芽依（12月7日、Materiall）
- いつも舐め回すように見てくる粘着質な義兄に弱みを握られた私 媚薬と焦らしプレイで何度も絶頂させられるキメセク肉便器NTR 五日市芽依（12月5日、Fitch）
- 美少女ペット合法化 僕を振った生意気巨乳な後輩に絶対服従中出し調教 五日市芽依（12月26日、ダスッ!）

- 夫には言えませんが、セックスレスで欲求不満な私は結婚当初から通っているBARの常連に毎週金曜日中出しさせています。 五日市芽依（1月2日、アタッカーズ）
- 出張先で僕をダメにするキス魔な後輩女子と涎ダラダラ相部屋NTR 呼吸を奪われ接吻スパイダー騎乗位で唾液まみれ溺れイキ 五日市芽依（1月2日、ムーディーズ）
- ご主人様が勃起したら即性処理巨乳汗だく全裸メイドにチ○ポ見張られ性活 五日市芽依 月野かすみ（1月11日、Materiall）
- 【独占】鬼畜デカマラ親父の媚薬キメセクにアクメ漬けにされてしまった美人家庭教師 絶叫！痙攣！汗だく失禁！ボクが勉強している隣室で親父に何度も何度もイカされ中出しされ続け壊れてしまった大好きな先生 五日市芽依（1月23日、エムズビデオグループ）
- キュートで、優しくて、巨乳。勃起したら即パクリ！絡みつくベロテクと潤んだ瞳でおねだり即尺メイド 五日市芽依（1月30日、ABC/妄想族）
- 【4K】単身赴任先は田舎町… 隣に住む性欲過多なバツイチ美女の極上ボディに惑わされボクは何度も中出ししまくった… 五日市芽依（1月30日、クリスタル映像）
- 羞恥！ある日突然男女社員混合強●OL健康診断2023 8時間半スペシャル（2月8日、サディヴィレナウ！）
- 【Z世代のエロ過ぎる美巨尻】筋トレ大好き意識高めなサバサバ系JD登場！！プロテインよりも精子を飲むことでタンパク質を補給するドスケベ女子wwトルネードフェラで絞りヌき休む暇ないおかわり射精ww【訳アリZ世代. めい】 五日市芽依（2月15日、DOC）
- 私の部屋はお兄ちゃん限定ソープランド 五日市芽依（2月16日、BonキュンBon）
- 1泊2日の地方出張で…相部屋逆NTR 上司の俺に慣れない淫語と全力痴女プレイで明日への活力を与えてくれる将来有望な美人新卒OL 五日市芽依（2月20日、ディープス）
- バイト先で働く美しい人妻を家に連れ込み中出しセックス 五日市芽依（2月20日、VENUS）
- 尽くしたい系美少女！Gカップ巨乳で心も身体も癒されSEX 五日市芽依（2月20日、S-Cute）
- はだかの家政婦 全裸家政婦紹介所 五日市芽依（2月20日、プラネットプラス）
- デカパイで人気の女子マネはレギュラーになるとヤレるらしい。スポーツ強豪校の男子寮で種付け中出し大乱交した女子校生 五日市芽依（2月22日、Materiall）
- チン媚びご奉仕孕ませメイド 五日市芽依 堀北実来（2月23日、TMA）
- 【パイパン美尻アパレル店員】モデル級美女の撮影中に遭遇！ノーパン疑惑のエロ尻・エッチな太ももから目が話せない！喉奥もマ●コも開ききった汁ダク敏感イキまくり痙攣体質でトレンド入り確定www【もしも。】【さつき】 五日市芽依（2月28日、DOC）
- 競泳水着の巨乳パーソナルトレーナーに痴女られて中出しさせられたボク 五日市芽依（3月5日、BeFree）
- 【4K】真面目で貞淑な美人妻は過去の男と猥褻行為を忘れきれない… 五日市芽依（3月9日、クリスタル映像）
- 【4K】私…これから不倫します。旦那が家に連れてきた会社の後輩は…過去に一度、抱かれた男… 五日市芽依（3月12日、クリスタル映像）
- 潮・涎・汗ドバッドバッ！禁欲スパルタ女教師に絶倫ピストン漬けで絶頂を無理矢理教え込む媚薬キメセク強化合宿 五日市芽依（3月12日、ダスッ!）
- 友人の母親 息子が見ている目の前で無理やり中出しセックス 五日市芽依（3月19日、VENUS）
- 「ウチらのケツばっか見てんじゃね～よ」 ヤンチャ尻ビッ痴がセクハラ教師を杭打ち顔騎で挟み撃ち種搾りプレス！ 金玉カラッポお仕置き13射精！ 二葉エマ 五日市芽依（3月19日、ムーディーズ）
- 【4K撮影】Gcup乳首開発ポルチオ超え乳首アクメ 五日市芽依（3月20日、Materiall）
- 母性溢れる巨乳ベビーシッターの甘々誘惑に理性を失い、赤ちゃん返り不倫中出しを繰り返した。 五日市芽依（3月26日、ダスッ！）
- 五日市芽依 女教師 中出し20連発（4月11日、アイエナジー）
- 羞恥 生徒同士が男女とも全裸献体になって実技指導を行う質の高い授業を実践する看護学校実習2024（4月12日、サディヴィレナウ！）
- 制服美少女派遣サービス エンジェルスイート。 制服マニアおやじと従順美少女が体液まみれで絡み合うNN受精性交記録 五日市芽依（4月16日、エムズビデオグループ）
- 浪人生で童貞のロースペックな僕に高学歴で美しいハイスペックな兄の嫁が中出しレクチャーしてくれる超ラッキー筆下ろしセックス 五日市芽依（4月16日、VENUS）
- 愛する夫の為に、私は彼の上司と寝ます。 五日市芽依（4月20日、プラネットプラス）
- 最高のオンナと出会って3秒即ハメ、1日中交わる。即ハメ汗だく種付けプレス＆追撃ピストンで孕ませ中出しFuck 五日市芽依（4月23日、TEPPAN）
- 王様ゲームで急接近した隠れ淫乱な地味巨乳と、一泊二日のラブラブ中出しセックス。 五日市芽依（4月23日、ロイヤル）
- アイドル顔でじっと見つめてイチャラブplay完全主観色恋営業ソープ 五日市芽依（4月25日、Materiall）
- 【4K】ハメ撮りサセコちゃん。 めい 五日市芽依（4月27日、クリスタル映像）
- 恥辱に濡れた女教師 五日市芽依（5月7日、アタッカーズ）
- 彼女の妹（地味・人見知り・セックス興味無し）をキメセクにどっぷり溺れさせて絶頂しまくり中出し肉便器に仕上げた 五日市芽依（5月7日、ワンズファクトリー）
- 【4K】妹の大胆誘惑！大好きなお兄ちゃんと透明バニーSEX 五日市芽依（5月11日、クリスタル映像）
- 朝陽が昇るまで不良男子を全力補習！何発射精しても寝かせてくれない小悪魔女教師 オールナイト14搾精！ 五日市芽依（5月14日、ダスッ！）
- 不登校引きこもり女子生徒の自宅訪問 大人しい子を想像してたのに全然違って、クソ生意気な性欲モンスターに搾精されまくった 五日市芽依（5月14日、かぐや姫Pt/妄想族）
- 【4K】兄の巨根を溺愛！無防備が過ぎる妹の過激誘惑！全裸よりSKBな透明バニー痴女のベロキス杭打ち騎乗位 五日市芽依（5月14日、クリスタル映像）
- 朝起きたら隣に下着姿の同僚女子社員いつもツンツン厳しい五日市さんとはカラダの相性最高だったらしくデレデレ甘々に変貌して連日イチャラブ中出しで抜かれまくった 五日市芽依（5月14日、アリスJAPAN）
- 「おばさんの下着で興奮するの？」脱ぎたてのパンティで甥っ子の精子を一滴残らず搾りとる叔母 五日市芽依（5月21日、VENUS）
- アタシがヌいてあげよっか？-実写版- 原作:暗中模索 即10，000部突破の快作！ 五日市芽依（5月21日、ムーディーズ）
- 美乳水泳インストラクター集団レ×プ 過激水着を着せられ絶倫姦された私は屈辱イキを繰り返し中出しされ続けた 五日市芽依（5月28日、ダスッ!）
- 毎日泊まりに来る彼氏持ちの女友達から無自覚に誘惑され、勇気を出せず生殺し状態になった僕 五日市芽依（5月28日、ロイヤル）
- 【スタイル抜群パイパン美女】ハメ流出がきっかけ！？な全身エロすぎ美女登場！！パイパンマ●コしゃぶると敏感イキまくり！強烈フェラに搾り取られる！腰も絶頂も止まらないハメ撮りを見逃すなッ！！【PornGirl】【may】 五日市芽依（5月26日、DOC）
- 五日市芽依、レズ解禁。 はじめてものがたり（6月4日、アタッカーズ）
- 合宿レ×プ輪● 憧れの女子マネージャーが絶倫部員達の激ピストン連続中出しでおま○こブリブリ精子逆流アクメ 五日市芽依（6月4日、ムーディーズ）
- ゼロ距離でオッパイとマ〇コを独占しながら巨乳トレーナーにシコシコ射精管理される寸止め淫語オナサポ 五日市芽依（6月11日、ダスッ!）
- 【透き通る様な美白肌スタイル抜群CA】制服姿の美巨乳CAと潮まみれSEX！お金の為ならマ●コを開く隠れ淫乱娘をガンガン突いたら大洪水連発！！顔◎:身体◎:性欲◎の色白スレンダーCAとの止まらない3連戦！中出し2連発！！【なまハメT☆kTok】【メイ】 五日市芽依（6月8日、DOC）
- ど田舎の温泉宿で世界一乳首が敏感なGカップ女子●生が性接待させられる連続絶頂SEX 五日市芽依（6月20日、Materiall）
- 彼女のお姉さんは巨乳と中出しOKで僕を誘惑 五日市芽依（6月18日、OPPAI）
- やることなすこと完全合意の即ハメおねだりメイド 五日市芽依（6月28日、h.m.p）
- 彼女の姉の卑猥すぎる高級ランジェリーと誘惑KISSに魅せられて…何度も何度も彼女に隠れて中出し性交17発 五日市芽依（7月2日、ムーディーズ）
- 妖・介護 義父の肉棒で淫らに妖しく女体を揺らす倅の嫁 五日市芽依（7月9日、JET映像）
- スペンス乳腺開発クリニック 五日市芽依（7月16日、OPPAI）
- ピュアな愛情とGカップが溢れ出た巨乳義姉に毎晩お風呂で仲良し誘惑されて、何度も何度も絆を深める濃密中出し3日間。 五日市芽依（7月23日、ダスッ!）
- 「もうイッてるってばぁ！」状態で何度も中出し！ 五日市芽依（8月6日、ワンズファクトリー）
- ある朝エッチなランジェリー姿の同僚が隣で寝ていて全く記憶がなく焦ってたら、彼女は僕にベタ惚れになっていた件 五日市芽依（8月9日、アリスJAPAN）
- 旦那を愛しているのに…危険日に、妊活媚薬エステで全身痙攣・膣収縮・感じ過ぎて開きっぱなしの子宮口に悪徳デカマラ絶倫チ●ポ中出し8発も注がれてしまったワタシ…。 五日市芽依（8月20日、本中）
- 俺の命より大切な最愛の妹が腐れ中年オヤジと望まない結婚を強いられて…何発も何発もウェディング種付け妊娠性交 五日市芽依（8月27日、ダスッ!）
- 五日市芽依の凄テクを我慢できれば生★中出しSEX！（9月3日、ワンズファクトリー）
- 過激な陸ユニを着させられて… 羞恥と快楽のせめぎ合いの末、他人棒に中出しまで許した僕の妻… 五日市芽依（9月17日、本中）
- 会社ではツンツン家ではデレデレHでは激甘デレデレ！日常とセックス時のギャップが推せるツンデレ同僚女子社員 五日市芽依（9月20日、アリスJAPAN）
- ストレスで限界超えた社畜の性処理ターゲット。狂気的ザーメン漬けで堕ちた地味OL巨乳肉便器 五日市芽依（9月24日、ダスッ!）
- 朗らか兄嫁の無防備ノーブラ巨乳を覗いているのがバレて怒りの痴女豹変！勃起チ〇ポ抜きまくりデカ尻杭打ちプレス！！絶頂マ〇コから精子が逆流するまで何度も中出し！ 五日市芽依（10月1日、ワンズファクトリー）
- 手コキで終わらそうとしてきた塩対応の地雷ソープ嬢を自慢の絶倫デカチン突き上げピストンで理解らせそのまま無制限中出しメス奴●化16発 五日市芽依（10月15日、本中）
- 左右とめどなく！濃縮還元！エグすぎる本物バイノーラルしこしこ射精管理 脳汁どぷどぷ垂れ流すエキサイティング淫汁パイズリおなにーさぽーと 五日市芽依（11月26日、ダスッ！）
- 朝も夜も義兄チ○ポに即尺凸撃！おしゃぶりジャンキー義妹の イッた直後の精子まみれでこねくり追撃フェラ連射15射精 五日市芽依（12月3日、ワンズファクトリー)
- アナル舐めてもいいですか? 8 お尻で悶絶する素人娘（12月10日、かぐや姫Pt/妄想族）
- 昔からの気軽に話せる女友達が会社では上司からも部下からも仕事ができる女だと思われていて、たまには弱さをみせたいのにと愚痴をこぼすので、 居酒屋とバッティングセンターデートに付き合ったら、なんか盛り上がっちゃって終電逃してラブホにお泊り 明日の朝… 五日市芽依（12月17日、本中）
- ぴったりウェアのチクポチ巨乳で男を誘惑する逆ナン痴ジョギング（12月24日、ダスッ!）[10]

- コンドームが破れてまさかの生ハメ！超加速するピストンで何度も中出し！ 五日市芽依（2025年1月7日、ワンズファクトリー）
- サエない僕を不憫に思った美人な姉に「擦りつけるだけだよ」という約束で素股してもらっていたら互いに気持ち良すぎてマ○コはグッショリ！でヌルっと生挿入！「え！？入ってる？」でもどうにも止まらなくて中出し！（IENF-359）（2025年1月9日、アイエナジー）
- 痴●電車NTR 昨日痴●した女が死ぬほど嫌いな上司の妻だったので、デカ尻弄びイキ堕ちるまで中出しした。 五日市芽依（2025年1月21日、本中）
- 出張先で集中豪雨 嫌いな上司の前でまさか酔い潰れ…突然の相部屋 夜が明けても唾液を濃厚に絡ませ汗だく中出し絶倫性交で貪り合ってました。 五日市芽依（2025年1月28日、ダスッ！）
- ホイホイtower（1） 素人ホイホイtower・個人撮影・セフレ・自宅・ 素人・美少女・お姉さん・ハメ撮り・爆乳・巨乳・顔射・潮吹き・ 清楚・くびれ・スレンダー・放尿・お漏らし・電マ・ドキュメンタリー（2025年1月28日、素人ホイホイ/妄想族）
- 幼馴染 逆NTR 久々に再会した近所の芽依に「今度、結婚するんだ」と打ち明けたら、「なんで隠してたの」と嫉妬ヌキ10射精！結婚前にザーメン空っぽにされて子作り出来なくなったボク。 五日市芽依（2025年2月4日、ワンズファクトリー）
- ギリギリおち○こかすめる鼠径部マッサージと五感を刺激する囁き誘惑Gcupセラピストの秘密の裏オプ中出し爆ヌキ20発メンズエステ 五日市芽依（2025年2月18日、本中）
- 僕の好きな人がクソホストと同棲しているのは騙されてるからだよね？マンくち生ザー溢れる程いっぱい上書き中出しで本当の幸せ教えてあげるね！勘違いキモ豚男の膣内汚染レ●プ 五日市芽依（2025年2月25日、ダスッ！）
- 出張先でホロ酔いになった憧れの女上司が痴女豹変！僕の絶倫チ〇ポを奪い合い精子枯れるまで逆3P中出し相部屋 五日市芽依 宍戸里帆（2025年3月4日、ワンズファクトリー）
- 先生、家行ってもいいですか？ 卒業生の教え子から自宅に入り浸られて3日間、オナホ中出しペット化された… 五日市芽依（2025年3月18日、本中）
- ハメタイ時に即ヤる女！毎分毎秒むム～んと欲情！ジュっぽし鬼スケベぇ接客。ぶりゅるザー汁を何度も何度も生ナカで絞り出す高級枕営業スナック 五日市芽依（2025年3月25日、ダスッ！）
- 借金を抱えたご主人様の身代わりに…極道の中出し肉便器メイド 膣内射精後も続行ピストンで妊娠確定20発！ 五日市芽依（2025年4月1日、ワンズファクトリー）
- 最高の叱られオナニー体験へ！ 【ASMR主観・JOI・ド迫力肉感映像】めいお姉さんの見下ろし謝りちんしこ中出しサポート 五日市芽依（2025年4月15日、本中）
- おじさんだ～いすき！40歳以上限定！お人形BODYの誘惑スゴテクに我慢出来たらナマハメOK！五日市芽依ちゃんの超リップファン感謝祭！（2025年4月22日、ダスッ！）
- 性交治療クリニック 金玉カラッポになるまで異常性欲患者を吐精させまくる激カワ巨乳ナース 五日市芽依（2025年5月6日、ワンズファクトリー）
- 透けたパン線デカ尻ナースの無自覚誘惑に乗せられデカチン即ハメ鬼ピストンしまくって何度も中出しをした。 五日市芽依（2025年5月20日、本中）
- トレーナーの子宮をエグるバックピストンにイキ堕ちして毎日寝取られに通う巨乳妻 五日市芽依（2025年5月27日、ダスッ！）
- 悩殺パンスト美脚で甘サド爆ヌキ！ 五日市芽依（2025年6月3日、ワンズファクトリー）
- 息子と妻が田舎に帰省中ママ友の自宅に入り浸り中出し不倫セックスに明け暮れた1週間。 五日市芽依（2025年6月17日、本中）
- チョー快感ッ！ぐちょくちゃ愛液垂れながし！強●くぱぁ～おま●こ開発で連続ぶっ飛び！早漏とろマン見せつけ性交 五日市芽依（2025年6月24日、ダスッ！）
- 五日市芽依中出しFirst Best 14本番33射精（2025年6月24日、本中）
- 男友達みたいにボーイッシュな息子のツレが実は…むっちむち巨乳。中年親父のワシはヨダレが止まらんっ！体液ドロドロ汗だく性交でメスイキの喜びを教えてやった… 五日市芽依（2025年7月1日、ワンズファクトリー）
- 秘密捜査官VS媚薬ストップマン 止まった時の中で媚薬性感開発、時間停止解除で訪れる感度300倍の蓄積快楽・23発中出しに堕ちるメイ 五日市芽依（2025年7月15日、本中）
- 見た目も性欲も女王様Style キラキラ港区系お姉さんのギラギラ愛欲大爆発！ 290分（2025年7月18日、MBM）
- ゴミ部屋に住む絶倫クズ男に汚肉棒ぶっ込まれ上下貫通ナマどぴゅ連射 絶望串刺しレ×プに堕ちた美巨乳スレンダー女子大生 五日市芽依（2025年7月22日、ダスッ！）
- ねっちょり粘着ベロキス溺れイキ！唾液ベトベト舐め吸いリップ全身とろける接吻連射中出しソープランド 五日市芽依（2025年7月29日、ワンズファクトリー）
- 結婚記念ヌードモデル媚薬中出し輪●NTR ゲスカメラマン男達に媚薬を塗られて全身ビンカン体質にさせられた妻がオマ〇コ濡れ濡れ暴走連続中出し 五日市芽依（2025年8月19日、本中）
- 絶品爆乳痴女のえぐい乳揺れと腰フリでどっぴゅどっぴゅ搾りとられる騎乗位48連発8時間（2025年8月19日、OPPAI）
- 久々の帰省で巨乳Gカップ姉とせんべい布団一枚。無防備ぷるるんボディに勃起我慢できず、ぬぷぬちゃ何度も唾液を絡ませ生ハメしまくった 五日市芽依（2025年8月26日、ダスッ！）
- 逆NTR 「ネトラレリバース」 PRESTIGE PREMIUM 19（2025年9月5日、プレステージ）
- 嫌いな義父に夜●いされて... 五日市芽依（2025年9月2日、ワンズファクトリー）

### アダルトVR
- 【VR】脱いだら凄かったんです！Gカップおっぱいで包み込んで甘やかしてくれるえちえち最強激甘彼女 五日市芽依（8月4日、kawaii）

- 【VR】ヤリたい時に現れて一発ヤったら去っていく…隣のお姉さんの柔らか巨乳は今日も僕の指を求めてる 五日市芽依（2月10日、CRYSTAL VR）
- 【VR】むっちむちデカ尻密着×期待を超える神サービス 回春エステ嬢による三輪車プレイ施術 五日市芽依 有栖舞衣（2月22日、kawaii*VR）
- 【VR】やって来たデリヘル嬢がまさかの初恋相手。 昔は見向きもされなかったのに…憧れの巨乳が俺の目の前で揺れている。誰にもバラさない代わりに堂々と中出ししまくった最高のNN体験談 五日市芽依（3月14日、kawaii*VR）
- 【VR】ずっと憧れていた兄貴の彼女と…兄貴の不在中、可愛くてエロい見た目な彼女さんにダメ元でお願いしたら…初めて生でSEXできた 五日市芽依（12月9日、本中-VR）
- 【VR】8K お姉ちゃんは独身アラサー限界OL 隙しか見せない部屋着Gカップぽろんの無自覚誘惑に負けてしまい…一日だけ…心のスキマを埋める圧倒おっぱいなめなめSEX 五日市芽依（12月17日、ダスッ！）

### イメージビデオ
- Mei 初恋サマーバケーション・五日市芽依（2024年8月15日、REbecca）
- 5Gの奇跡 五日市芽依（2025年2月21日、メディアブランド）

### 写真集
- 初芽（2024年9月27日、竹書房、撮影：富田恭透）ISBN 978-4-8019-4148-9

### デジタル写真集
- FLASHデジタル写真集R 五日市芽依 No.1抱きたい女（2024年10月29日、光文社、撮影：中山雅文）
- 五日市芽依 いつか (1) / (2)（2024年12月20日、徳間書店、撮影：LUCKMAN）